# یینگ شن
یینگ شن (به فرانسوی: Ying Chen) نویسنده قرن بیستم میلادی اهل فرانسه است.